# Otto VII van Brandenburg
Otto VII van Brandenburg (circa 1262 - 1308) was van 1304 tot 1308 mede-markgraaf van Brandenburg-Stendal. Hij behoorde tot het huis Ascaniërs.

## Levensloop
Otto VII was de tweede zoon van markgraaf Koenraad I van Brandenburg en Constance van Groot-Polen, dochter van hertog Przemysł I van Groot-Polen. Hij werd lid van de Orde van de Tempeliers.
In 1304 volgde Otto VII zijn overleden vader op als mede-markgraaf van Brandenburg-Stendal. Hij regeerde dit markgraafschap samen met zijn broers Johan IV en Waldemar, zijn neef Koenraad II en zijn ooms Otto IV en Hendrik I. Otto oefende echter geen werkelijke macht uit.
In 1308 overleed hij ongehuwd en kinderloos, waarna hij werd bijgezet in de abdij van Chorin.